# Adenia fasciculata
Adenia fasciculata är en passionsblomsväxtart som beskrevs av De Wilde. Adenia fasciculata ingår i släktet Adenia och familjen passionsblomsväxter. Inga underarter finns listade i Catalogue of Life.